# Der Gendarm vom Broadway
Der Gendarm vom Broadway (Originaltitel: Le Gendarme à New York) ist eine französische Filmkomödie aus dem Jahr 1965 von Regisseur Jean Girault und mit dem Schauspieler und Komiker Louis de Funès. Es ist der zweite von insgesamt sechs Filmen über Gendarme aus Saint-Tropez. Die Handlung spielt hauptsächlich in New York. Der bundesdeutsche Kinostart war am 9. Juni 1967. Der Film lief im deutschsprachigen Raum auch unter den Titeln So ein Gendarm hat's schwer und Louis im Land der unbegrenzten Möglichkeiten sowie in der DDR als Der Gendarm in New York.

## Handlung
Gendarm Ludovic Cruchot aus Saint Tropez, gespielt von Louis de Funès, erhält eine Einladung, mit seinen Männern an einem internationalen Polizistenkongress in New York teilzunehmen. Auf dem Schiff (der französischen France), mit dem sie in die USA reisen, versteckt sich auch Nicole, die Tochter Cruchots, als blinder Passagier. Schon kurz nach der Ankunft wird Nicole von der amerikanischen Polizei entdeckt und verhört. Mit Hilfe eines Journalisten, der ihr „Schicksal als Waisenkind“ ins Fernsehen bringen will, wird sie jedoch ohne Strafe freigelassen.
Inzwischen hat auch Cruchot New York erreicht. Als sich die französische Polizeidelegation auf den Weg zu einem Fernsehinterview macht, sieht Cruchot seine Tochter auf einem Bildschirm bei einem Fernsehauftritt. Nun versucht er seine Tochter wiederzufinden, ohne dass seine Kollegen mitbekommen, dass sich seine Tochter ohne sein Wissen auf den Weg nach New York gemacht hat, da seine Glaubwürdigkeit als autoritärer Vater und Polizist auf dem Spiel steht.

## Kritiken
- „Klamaukfilm, bei dem das komische Talent von Louis de Funès die Einfallslosigkeit der Handlung auszugleichen sucht.“ – Lexikon des internationalen Films[2]

- „Klamauk, der durch das Verhalten der französischen Provinzgendarmen in den USA auf Trab kommt.“ (Wertung: 2½ von 4 möglichen Sternen = überdurchschnittlich) – Lexikon „Filme im Fernsehen“[3]

- „Handlungsarmer, mäßig komischer Lustspielfilm. Ein paar nette Gags und Louis de Funès’ in den ‚Fantomas‘- und in den ‚Gendarm’-Filmen erprobte Faxen eines Kasperl in Polizeiuniform erweisen sich als nicht abendfüllend.“ – Evangelischer Filmbeobachter[4]